# Куицео (озеро)

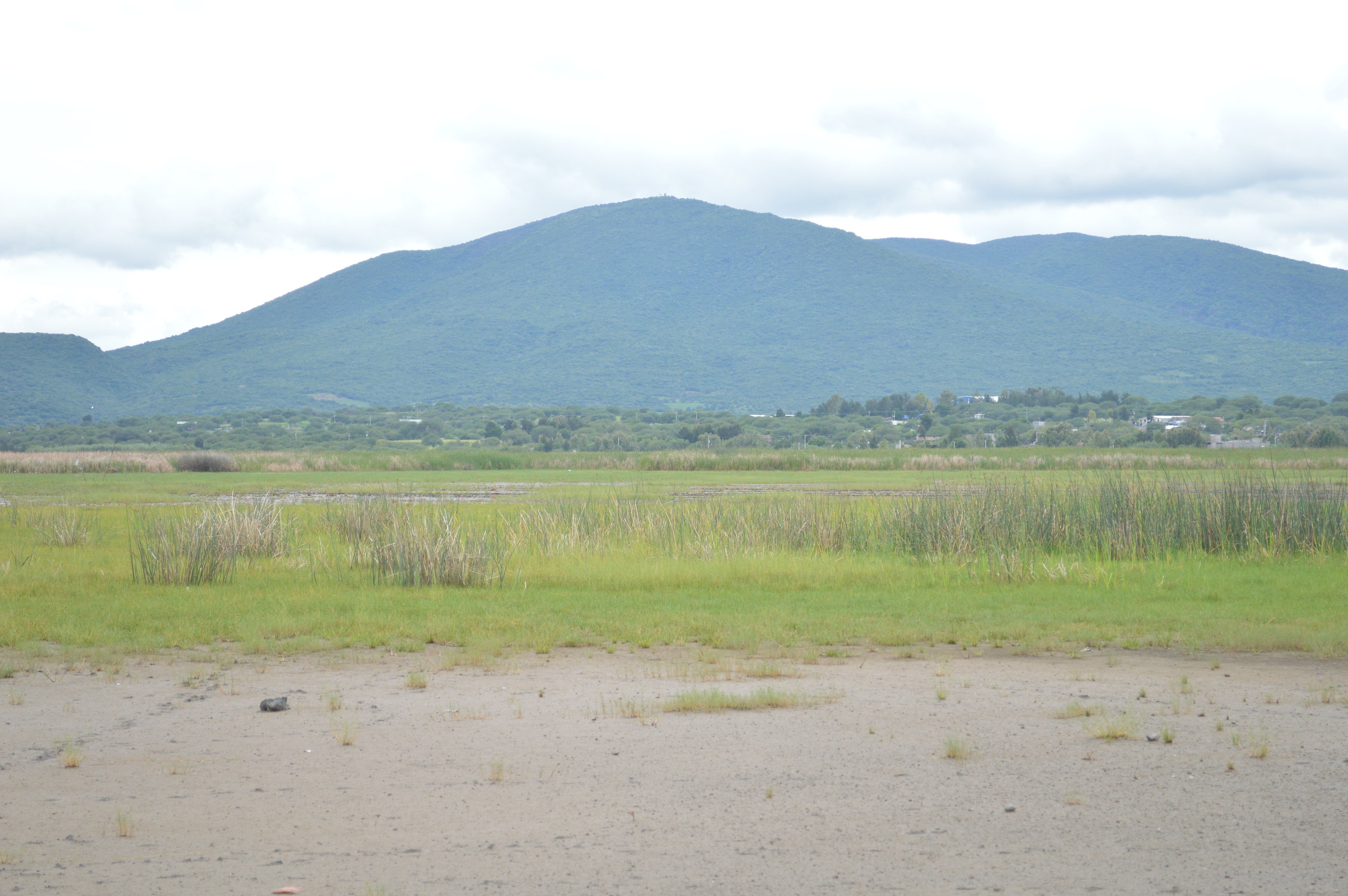
Озеро Куитцео под угрозой исчезновения

Куице́о (исп. Lago de Cuitzeo) — бессточное озеро Мексиканского нагорья в центральной части Мексики.
Это второе по величине пресноводное озеро в Мексике. Площадь зеркала составляет 300—400 км², в зависимости от уровня осадков. Средняя глубина — 27 м, площадь бассейна — 4026 км². В озеро впадают три крупных притока.
В феврале 2012 года на дне озера Куицео был найден 10-сантиметровый слой отложений из наноразмерных алмазов и ударных сферул, доказывающий падение метеорита, вызвавшего поздний дриас и массовое вымирание фауны в Северной Америке.